# بریستول (روستا)، ویسکانسین
بریستول (به انگلیسی: Bristol) یک منطقهٔ مسکونی در ایالات متحده آمریکا است که در شهرستان کنوشا، ویسکانسین واقع شده‌است. بریستول ۸۵٫۶۳ کیلومتر مربع مساحت و ۵٬۱۹۲ نفر جمعیت دارد و ۲۳۷٫۱۴ متر بالاتر از سطح دریا واقع شده‌است.